# 畠山丑雄
畠山 丑雄（はたけやま うしお、1992年 - ）は、日本の小説家。大阪府吹田市出身。

## 経歴
京都大学文学部在学中の2015年、第52回文藝賞を「地の底の記憶」で受賞しデビュー。2025年、『改元』で第38回三島由紀夫賞候補。

## 著作

### 単行本
- 『地の底の記憶』（河出書房新社、2015年11月）
  - 初出:『文藝』2015年冬季号
- 『改元』（石原書房、2024年9月）
  - 改元 - 『群像』2023年3月号
  - 死者たち - 『文藝』2017年秋季号

### 単行本未収録
小説
- 「先生と私」（『群像』2019年6月号）
- 「とにかく大きい洪庵先生」（『anon press note』2023年6月7日更新[2]）

エッセイ・書評
- 「ムーンライト伝説」（『群像』2017年10月号）
- 「家を渡る」（『文學界』2017年12月号）
- 「死者たちのために」（磯﨑憲一郎『日本蒙昧前史』書評、『文藝』2020年秋季号[3]）
- 「〈90年代生まれが起こす文学の地殻変動〉」（アンケート回答、『文藝』2020年冬季号）
- 「本能寺を占拠せよ」（円城塔『去年、本能寺で』書評、『新潮』2025年8月号）